# 96. pješačka pukovnija
96. carska i kraljevska pješačka pukovnija (karlovačka 96. pješačka pukovnija, od 1908. godine nazivala se punim imenom Pješačka pukovnija Ferdinand prijestolonasljednik Rumunjske br. 96 (Infanterieregiment Ferdinand Kronprinz von Rumänien Nr. 96)) bila je postrojba Austrougarske vojske.

## Povijest
Osnovana je 1. listopada 1882. godine. Zapovjedno mjesto bilo joj je u Petrovaradinu, prva bojna nalazila se u Petrovaradinu, druga u Nevesinju, treća u Petrovaradinu i četvrta u Karlovcu. Tijekom Prvog svjetskog rata postrojba je sudjelovala u borbama na galicijskom i sočanskom bojištu.

## Vanjske poveznice
Mrežna mjesta
- Boris Blažina i Filip Hameršak, Hrvatskim tragovima po Sočanskom bojištu  Arhivirana inačica izvorne stranice od 25. kolovoza 2021. (Wayback Machine), Hrvatska revija 1/2016.
- Put patnje karlovačkih mladića u Velikom ratu, www.kafotka.net